# ستامفورد بريدج
ستامفورد بريدج (بالإنجليزية: Stamford Bridge)‏ هو ملعب كرة قدم يقع على حدود فولهام وتشيلسي، وهو ملعب نادي تشيلسي لكرة القدم. يلقب بالجسر، وتبلغ سعته 41,789 متفرج. حيث يُعتبر ثامن أكبر ملعب لفرق الدوري الإنجليزي الممتاز.
لم يكن لنادي تشيلسي ملعبًا آخرًا غير ستامفورد بريدج طوال تاريخه، حيث لعب فيه منذ تأسيسه حتى الآن. افتُتح الملعب في 28 أبريل/نيسان عام 1877 واستخدمه نادي لندن للألعاب الرياضية (بالإنجليزية: London Athletics Club)‏ لمدة ثمانية وعشرين عامًا للاجتماعات الرياضية فلم يكن مخصصًا لكرة القدم. وفي عام 1904 حصل رجل الأعمال غاس ميرز وأخوه جوزيف على ملكية الملعب كما اشتروا أرضًا قريبة كانت سابقًا أرضًا تُزرع ويُباع ثمرها بهدف إجراء مباريات كرة قدم على الأرض الجديدة حيث بلغت مساحتها 51000 م2.
وقد صُمم ملعب ستامفورد بريدج لصالح عائلة ميرز، حيث صممه المهندس المعماري المشهور أرشيبالد ليتش الذي عُرف بتصاميم منشآت كرة القدم حيث صمم ملعب ايبروكس، وسيلتيك بارك وهامبدن بارك. وعلى الرغم من أن غالبية أندية كرة القدم قد تأسست أولًا ثم سعت لإنشاء الأرض التي ستلعب عليها، فإن تشيلسي قد تأسس خصيصًا من أجل ملعب ستامفورد بريدج. 
خضع الملعب لعديدٍ من التغييرات الكبرى على مدار السنين، وكان أحدثها في التسعينيات، حيث جُدد المدرج ليضم مقاعد تكفي كل المتفرجين. ففي البداية كانت سعة الملعب 10 ألف متفرج، ثم شهدت ثلاثينيات القرن الماضي إنشاء مدرج جديد في الجزء الجنوبي من الملعب كما أُنشيء سقف يغطي حوالي خمس مساحة المنصة وقد عُرف الملعب فيما بعد باسم «ذا شيد اند». أصبحت مدرجات ستامفورد بريدج مقر مشجعي تشيلسي الأوفياء خاصةً خلال الستينيات والسبعينيات والثمانينيات من القرن الماضي. ويعود سبب تسمية الملعب بهذا الأسم إلى معركة جسر ستامفورد بين النرويج وأنگلترا عام (1066م) التي أدت إلى خسارة النرويج وانتهاء عصر الفايكينغ.
في مطلع السبعينيات أعلن مُلاك النادي تحديث الملعب وخططوا لتطويره لأعلى مستوى ليسع 50 ألف متفرج. وقد بدأ العمل في المنصة الشرقية عام 1972 لكن المشروع واجه العديد من المشاكل ولم يكتمل حيث أن تكلفة المشروع عرضت الفريق لخطر الإفلاس، وبلغت تلك المشاكل ذروتها حين بيعت ملكية الملعب إلى المطورين العقاريين. ولم يضمن تشيلسي استمراره في ملعبه حتى منتصف التسعينيات فبعد صراعات قانونية طويلة استأنف أعمال التجديد حيث تم تحويل كلاً من الجزء الشمالي والجنوبي والغربي من الملعب إلى منصة كاملة المقاعد واكتملت هذه العملية بحلول عام 2001.